# Pia Baresch
Pia Baresch (* 9. Jänner 1974 in Wien) ist eine österreichische Schauspielerin.

## Leben
Ihr Vater Helmut Baresch Hernández ist Kolumbianer, weshalb Pia ihre ersten fünf Lebensjahre in Bogotá verbrachte. Als sie schulpflichtig wurde, zog die Familie auf Anraten der österreichischen Mutter nach Berndorf in Niederösterreich, wo Pia Baresch das Gymnasium absolvierte. Anschließend zog sie nach Wien, um Schauspiel zu studieren und Gesangsunterricht zu nehmen. Sie absolvierte ihr Schauspielstudium von 1994 bis 1997 an der Musik und Kunst Privatuniversität der Stadt Wien (vormals Konservatorium Wien). Baresch lebt zusammen mit ihrem Mann, dem Sänger und Schauspieler Peter Lesiak, und ihrem Sohn in Wien.
Bekannt wurde Baresch durch diverse Fernsehproduktionen, etwa durch die ORF-/ZDF-Serie SOKO Wien, in der sie in der ersten Staffel 2005 Oberstleutnant Elisabeth Wiedner spielte. Von 2011 bis 2012 verkörperte sie in der ZDF-Serie Der Bergdoktor an der Seite von Hans Sigl, Heiko Ruprecht und Mark Keller Dr. Lena Imhoff. Neben dem Fernsehen spielt Pia Baresch auch am Theater. 2017 wurde sie im österreichischen Tatort als Ballistikerin Mag. Renner eingeführt.

## Filmografie
- 1994: Ich gelobe (Kinofilm)
- 1995: Lieben wie gedruckt – Der Trümmerhaufen (Fernsehfilm)
- 1995: Ruhig Blut (Kinofilm)
- 1996: Business for pleasure (Kinofilm)
- 1997: Kommissar Rex (Serie)
- 1997: Die Neue – Eine Frau mit Kaliber (Fernsehfilm)
- 1997: Der Bergdoktor (Serie)
- 2000: Die Bergwacht – Duell am Abgrund
- 2000: SOKO 5113 – Im Namen Gottes (Serie)
- 2001: Es ist nie zu spät (J’ai tué clémence acéra) (Kino)
- 2001: SOKO Kitzbühel – Die letzte Seilbahn (Serie)
- 2002: Forsthaus Falkenau (12 Folgen)
- 2002: SOKO 5113 – La Divana (Serie)
- 2002: Schlosshotel Orth – Die Versuchung  (Serie)
- 2002: Die Wasserfälle von Slunj (Fernsehfilm)
- 2003: Claras Schatz – Kathrin (Fernsehfilm)
- 2003: Ihr schwerster Fall (Fernsehfilm)
- 2005: SOKO Donau (10 Folgen) (Serie)
- 2006: Tatort – Tödliches Vertrauen (Reihe)
- 2009: Die Alpenklinik (Serie)
- 2010: Mord in bester Gesellschaft – Alles Böse zum Hochzeitstag
- 2011–2012: Der Bergdoktor
- 2013: Die Fremde und das Dorf
- 2014: More than Enemies – Prinz Eugen (Historiendoku)
- 2015: SOKO Kitzbühel: Mach Schluss
- 2017: Rosenheim-Cops – Feldmanns Tod
- 2018: Tatort – Her mit der Marie!
- 2019: Balanceakt

## Musik
- 1991: Eigene Band „P.I.A.“ bis 1995 (Pop-, Jazz-, Soul-Covers)
- 1992: Plattenvertrag mit BMG Ariola und den „Bingo Boys“
- 1997: Musicalproduktionen („Katzen“, „Be-bop-A-Lulatsch ’59“, „Figaro“) bis 2004
- 2003: Titelsong zur Zeichentrickserie „Altair im Sternenland“
- 2003: Single Ain’t No Mountain High Enough
- 2006: Musikbeitrag zum ZDF-Krimi „Ihr Schwerster Fall“
- 2015: Interpretation Hunting High and Low von a-ha in den „Blind Auditions“ von The Voice of Germany Staffel 5
- 2007–2017: Musikkabarett – „Lässig und Barsch“, „Liebestod im Rettungsboot“
- 2021: Veröffentlichung des Videos zur Single „Historia de un Amor“